# Spottehat
En spottehat er en hovedbeklædning, konstrueret og fremstillet for at ydmyge bæreren i forbindelse med en skamstraf. En spottehat er et strafferedskab, og må ikke forveksles med en narrehat eller narrehue, der er en mangefarvet hue hvis puld løber ud i fire spidser, hver besat med en bjælde.